# X-Men: Apokalipszis
Az X-Men: Apokalipszis (eredeti cím: X-Men: Apocalypse) 2016-ban bemutatott egész estés brit-amerikai film, a Marvel Comics képregényekből ismert X-Men szereplőkkel. Az X-Men: Az eljövendő múlt napjai című film folytatása. Az X-Men-filmek sorában ez a nyolcadik film. Az Egyesült Királyságban  2016. május 19-én, Az Amerikai Egyesült Államokban 2016. május 27-én mutatták be.

## Cselekmény
Tíz évvel az Eljövendő Múlt Napjai eseményei után Charles Xavier (James McAvoy), Magneto (Michael Fassbender) és Mystique (Jennifer Lawrence) még mindig külön utakon járnak, de a sors úgy dönt, hogy újra találkozniuk kell. Apokalipszis (Oscar Isaac), az első mutáns, felébred évszázados álmából és zavarja, hogy a világ már nem tiszteli istenként. Ezért négy mutánsból csapatot toboroz, akiket különleges képességekkel ruház fel. Az elsőt egy kairói faluban találja meg, a másodikat egy berlini pankrátorteremben, a harmadikat pedig valahol Kelet-Európában. Kiderül, hogy a negyedik „lovas” maga Magneto, aki Lengyelországban, a feleségével és a lányával próbál normális életet élni. Mivel a világ a pusztulás szélére sodródott, Xavier és Mystique egy csapat fiatal mutánssal próbálják megakadályozni a világ „megtisztítását”.

## Szereplők
| Karakter                        | Színész              | Magyar hang        | Leírás |
| ------------------------------- | -------------------- | ------------------ | --- |
| Charles Xavier / X Professzor   | James McAvoy         | Hevér Gábor        | Pacifista mutáns és a világ legerősebb telepatája, aki a Xavier iskolája alapítója és az X-Men néven ismert mutánsok csapatát vezeti, hogy megvédje az emberiséget és harcoljon a bennük rejlő halálos ellenség ellen. |
| Erik Lehnsherr / Magneto        | Michael Fassbender   | Hujber Ferenc      | Mutáns auschwitzi túlélő, aki képes a mágneses mezők irányítására és a fémek manipulálására, és aki egykor Xavier legközelebbi szövetségese és legjobb barátja volt, amíg nem távolodtak el egymástól. Világszerte hírhedt arról, hogy 10 évvel korábban élő adásban megpróbálta megölni Richard Nixon amerikai elnököt.                        |
| Raven Darkholme / Mystique      | Jennifer Lawrence    | Bogdányi Titanilla | Alakváltó képességekkel rendelkező mutáns, aki világszerte híres arról, hogy 10 évvel korábban megmentette Nixon életét. Egykor Xavier legközelebbi szövetségese és fogadott nővére volt. |
| Hank McCoy / Bestia             | Nicholas Hoult       | Előd Botond        | Mutáns leonszerű tulajdonságokkal, nyúlékony lábakkal és emberfeletti fizikai képességekkel. Hank tanárként tevékenykedik Xavier iskolájában, és találmányokat épít a bajba jutott diákoknak. Ő építette az X-Jetet is. |
| En Sabah Nur / Apokalipszis     | Oscar Isaac          | Széles Tamás       | Az ősi időkben született, és feltehetően a világ első mutánsa, aki számos pusztító emberfeletti képességgel rendelkezik, többek között telekinézissel, kiberpátiával, teleportálással, és azzal a képességgel, hogy képes más mutánsok képességeit növelni, mivel képes erőket felhalmozni, amikor tudatát egyik testéből a másikba helyezi át. |
| Moira MacTaggert                | Rose Byrne           | Zsigmond Tamara    | Egy CIA ügynök, aki először találkozott és beleszeretett Xavierbe, majd Xavier kitörölte a lány emlékeit róla és az X-Menről. |
| Peter Maximoff / Higanyszál     | Evan Peters          | Gacsal Ádám        | Mutáns, aki hiperszonikus sebességgel képes mozogni, gondolkodni és érzékelni, és Magneto fia. |
| William Stryker                 | Josh Helman          | Fehér Tibor        | Katonai tiszt, aki gyűlöli a mutánsokat, és a Magneto ámokfutása óta eltelt tíz évben saját terveket dolgozott ki a "mutánsprobléma" megoldására. |
| Jean Grey                       | Sophie Turner        | Dögei Éva          | Mutáns, aki fél telepatikus és telekinetikus erejétől, és Charles Xavier egyik legértékesebb tanítványa. |
| Scott Summers / Küklopsz        | Tye Sheridan         | Előd Álmos         | Mutáns, aki pusztító optikai sugarakat lő ki, és egy rubinvíztükröt vagy napszemüveget visel, hogy stabilizálja és megfékezze azokat, és Plazma öccse. |
| Alex Summers / Plazma           | Lucas Till           | Czető Roland       | Mutáns, aki képes energiát elnyelni és pusztító erővel kibocsátani a testéből, és Küklopsz bátyja. |
| Kurt Wagner / Árnyék            | Kodi Smit-McPhee     | Molnár Levente     | Német teleportáló mutáns és Charles Xavier egyik új tanítványa. |
| Warren Worthington III / Angyal | Ben Hardy            | Zámbori Soma       | Madárszerű tollas szárnyakkal rendelkező mutáns, aki fémszárnyakat kap, amelyekkel borotvaéles toll-lövedékeket tud kilőni. |
| Ororo Munroe / Ciklon           | Alexandra Shipp      | Gáspár Kata        | Fiatal mutáns árva, aki képes irányítani az időjárást. |
| Jubilation Lee / Jubilee        | Lana Condor          | Csifó Dorina       | Mutáns diák Charles iskolájában, aki képes pszionikus energiaplazmoidokat létrehozni. |
| Betsy Braddock / Psziché        | Olivia Munn          | Sipos Eszter Anna  | Pszionikus képességekkel rendelkező mutáns. Képességei közé tartozik a lila pszichikus energia kivetítése, általában egy energiapenge formájában, amely képes átégetni a fémet. |
| Magda                           | Carolina Bartczak    | Törtei Tünde       | Erik Lehnsherr felesége és mutáns lányuk, Nina Gurzsky édesanyja. Boldogan élnek együtt Lengyelországban, a világ elől elrejtőzve. Őt és a lányát megölik, amikor egy milícia Erik után kutat, miután a férfi véletlenül felfedte, hogy ki is ő valójában, miközben egy munkatársát próbálta megmenteni.                                        |
| Caliban                         | Tómas Lemarquis      | Renácz Zoltán      | Mutáns, aki képes érzékelni és követni más mutánsokat. |
| Fred Dukes / Haspók             | Gustav Claude Ouimet | Nem szólal meg     | Angyal ellenfele egy földalatti bunyós klubban. |
| Halál                           | Monique Ganderton    | Eredeti hang       | Apokalipszis korábbi hadnagyai. |
| Pestis                          | Warren Scherer       | Eredeti hang       | Apokalipszis korábbi hadnagyai. |
| Éhínség                         | Rochelle Okoye       | Eredeti hang       | Apokalipszis korábbi hadnagyai. |
| Háború                          | Fraser Aitcheson     | Eredeti hang       | Apokalipszis korábbi hadnagyai. |
| Ms. Maximoff                    | Zehra Leverman       | Kisfalvi Krisztina | Higanyszál anyja. |
| Logan / Farkas                  | Hugh Jackman         | Nem szólal meg     | Mutáns, aki gyorsított gyógyulással, fokozott, állatszerű érzékekkel rendelkezik. |
| Nézelődő                        | Stan Lee             | Nem szólal meg     | Nézelődő. |

## Fogadtatás
A nézők szerették az X-Men: Apokalipszist. A film a bevételek tekintetében bőven hozott az asztalra, igazi kasszasiker volt. A költségvetése 178 000 000 dollár volt, a bevétele pedig 543 934 787 dollár.
A kritikusok már nem voltak annyira elragadtatva az alkotástól. A Rotten Tomatoes-on 48% a kritikusok szerint, 288 kritika alapján. A Metacritic oldalán 52/100 a kritikusok szerint, 48 kritika alapján. A világ vezető újságjai ilyen pontszámokat adtak a filmnek:
- Rolling Stone – 63/100
- The Guardian – 60/100
- The New York Times – 50/100
- USA Today – 50/100
- Chicago Tribune – 50/100
- Entertainment Weekly – 50/100
- The Wall Street Journal – 30/100

## Kulisszatitkok
- Betsy Braddock / Psylocke szerepére Jamie Chung is jelölt volt.
- Jean Grey szerepére Sasha Pieterse is jelölt volt.
- Sophie Turner Famke Janssen-től tanult a szerepre, aki korábban szintén Jean Grey-t alakította.
- Scott Summers / Küklopsz szerepére Dylan O’Brien, Logan Lerman, Timothée Chalamet és Josh Hutcherson is jelölt volt.
- En Sabah Nur / Apokalipszis szerepére Tom Hardy és Idris Elba is jelölt volt.[4]